# Liu Binyan
Liu Binyan (chiń. 刘宾雁; pinyin Liú Bīnyàn; ur. 7 lutego 1925 w Changchun, zm. 5 grudnia 2005 w Trenton) – chiński pisarz, dziennikarz, dysydent.
Był synem robotnika kolejowego. W 1944 wstąpił do nielegalnej wówczas Komunistycznej Partii Chin. Po powstaniu ChRL pracował jako dziennikarz w komunistycznej prasie młodzieżowej, później w głównej gazecie KPCh "Renmin Ribao". W 1956 ogłosił dwie nowele - Zai qiaoliang gongdi shang (在桥梁工地上) i Benbao neibu xiaoxi (本报内部消息), w których poruszał problematykę skorumpowania władzy. Spotkał się za to z zarzutami o "odchylenia prawicowe" i w 1957 został usunięty z partii oraz wysłany do obozu pracy. W latach 60. doczekał się rehabilitacji, ale ponownie trafił do obozu pracy w 1969.
Zrehabilitowany w 1979, powrócił do pracy dziennikarskiej. Przywrócono mu członkostwo KPCh. Nadal wskazywał na liczne nadużycia w kręgach władzy, co przyniosło mu przydomek "sumienia Chin". W 1985, kiedy jedyny raz Stowarzyszenie Pisarzy Chińskich wybierało swojego przewodniczącego poza kontrolą władz partyjnych, Liu Binyan w walce o to stanowisko uległ jedynie znanemu pisarzowi Ba Jinowi. W styczniu 1987 na życzenie chińskiego lidera Deng Xiaopinga został po raz kolejny wydalony z partii, a rok później udał się na emigrację do USA.
Po wydarzeniach na Placu Tian’anmen w czerwcu 1989 otrzymał zakaz powrotu do Chin. W USA publikował na łamach wydawanego w języku chińskim pisma "Duo Wei", wykładał na uczelniach, współpracował z Radiem Wolna Azja oraz prasą Hongkongu (zarzucając korupcję lokalnej administracji po przejęciu władzy w Hongkongu przez ChRL). Opublikował na emigracji kilka książek, m.in. China’s Crisis, China’s Hope (1990) i China! My China!
Bezskutecznie występował do władz chińskich o pozwolenie na powrót do kraju. Zmarł w USA po chorobie nowotworowej.